# IJNL ijshockey bekercompetitie 2017/18
De IJNL bekercompetitie 2017/18 was de 48e editie van het nationale ijshockeybekertoernooi dat onder auspiciën van IJshockey Nederland (IJNL, voorheen NIJB) wordt georganiseerd.
De reguliere competitie ging van start op vrijdag 29 september, vijf dagen na de openingswedstrijden van het ijshockeyseizoen in Nederland om de Ron Bertelingschaal en een dag eerder dan de start van het derde seizoen van de BeNe-league ijshockeycompetitie.
Titelhouder was UNIS Flyers Heerenveen dat Laco Eaters Limburg het vorige seizoen in de finale met 8-1 versloeg. Deelnemers waren dit seizoen acht van de negen Nederlandse clubs in de BeNe League. Naast de beide finalisten van 2016/17 waren dit AHOUD Devils Nijmegen, Amstel Tijgers, Hijs Hokij Den Haag, Dolphin Kemphanen Eindhoven, Tilburg Trappers TT (toekomstteam) en Zoetermeer Panters.
Dit seizoen waren de deelnemers ingedeeld in twee groepen van vier teams. De nummers '1' en '2' van beide groepen plaatsten zich voor de halve finale waarin in een 'best-of-3' werd gespeeld. De beide winnaars van deze duels speelden de bekerfinale op zondag 4 februari 2018 in De Uithof te Den Haag. Hijs Hokij Den Haag, tweevoudig bekerwinnaar (1938 en 2012), versloeg twaalfvoudig bekerwinnaar, en voor het vijfde opeenvolgende seizoen finalist, UNIS Flyers Heerenveen met 7-3.
Het eerste team van Destil Trappers Tilburg, nam voor het derde opeenvolgende jaar niet deel aan deze competitie. Het team speelde net als beide voorgaande seizoenen geheel buiten de Nederlandse grenzen; het kwam uit in de Oberliga-Nord, op het derde niveau in het Duitse ijshockey.

## Competitie
Puntentelling
Een gewonnen wedstrijd leverde drie punten op. Bij een gelijkspel volgde een verlenging (sudden victory overtime; 3-tegen-3) van maximaal vijf minuten, eventueel gevolgd door een penaltyshoot-out. Het team dat scoorde won de wedstrijd met één doelpunt verschil. De winnaar kreeg twee punten, de verliezer één punt.
AW = aantal wedstrijden
WP = winstpartij (3 punten)
GW = gelijk en gewonnen na verlenging (2 punten)
GV = gelijk en verloren na verlenging (1 punt)
V = verloren partij (0 punten)
Pnt = totaal punten
v-t = doelpunten voor/tegen
| #  | Club                             | AW   | W  | GW | GV | V  | Pnt | V-T   |
| -- | -------------------------------- | ---- | -- | -- | -- | -- | --- | ----- |
| 01 | UNIS Flyers Heerenveen           | 06 * | 06 | 0  | 0  | 0  | 15  | 34-6  |
| 02 | Laco Eaters Limburg              | 06   | 03 | 0  | 0  | 03 | 09  | 26-22 |
| 03 | Tilburg Trappers TT (Talentteam) | 06   | 02 | 0  | 01 | 03 | 07  | 20-31 |
| 04 | AHOUD Devils Nijmegen            | 06 * | 0  | 01 | 0  | 05 | 02  | 12-33 |

| Club     | DEVI  | EATE | FLYE | TRAP   |
| -------- | ----- | ---- | ---- | ------ |
| Devils   |       | 0-5  | 2-7  | 5-4 nv |
| Eaters   | 7-2   |      | 2-5  | 8-3    |
| Flyers   | 5-0 * | 6-0  |      | 8-1    |
| Trappers | 5-3   | 6-4  | 1-3  |        |

| #  | Club                        | AW | W  | GW | GV | V  | Pnt | V-T   |
| -- | --------------------------- | -- | -- | -- | -- | -- | --- | ----- |
| 02 | Hijs Hokij Den Haag         | 06 | 06 | 0  | 0  | 0  | 18  | 34-11 |
| 03 | Dolphin Kemphanen Eindhoven | 06 | 03 | 0  | 0  | 09 | 09  | 25-24 |
| 03 | Zoetermeer Panters          | 06 | 03 | 0  | 0  | 09 | 09  | 24-21 |
| 04 | Amsterdam Tigers            | 06 | 0  | 0  | 0  | 06 | 00  | 20-47 |

| Club      | HOKIJ | KEMP | PANT | TIGE |
| --------- | ----- | ---- | ---- | ---- |
| Hokij     |       | 6-1  | 4-2  | 7-1  |
| Kemphanen | 1-5   |      | 6-1  | 10-4 |
| Panters   | 0-4   | 5-1  |      | 8-0  |
| Tigers    | 6-8   | 3-6  | 6-8  |      |

## Eindfase

### Halve finale
De halve finale werd door middel van een “best-of-3” gespeeld.
| Competitie B1 - A2 |           |         |                |         |
| Datum              | Thuisteam | Uitslag | Periodestanden | Uitteam |
| 29/12              | Hokij     | 10-1    | 5-1, 5-0, 0-0  | Eaters  |
| 30/12              | Eaters    | 3-2 nv  | 1-0, 1-1, 0-1  | Hokij   |
| 02/01              | Hokij     | 9-2     | 1-1, 4-0, 4-1  | Eaters  |

| Competitie A1 - B2 |           |         |                |           |
| Datum              | Thuisteam | Uitslag | Periodestanden | Uitteam   |
| 30/12              | Flyers    | 6-3     | 3-0, 1-0, 2-3  | Kemphanen |
| 03/01              | Kemphanen | 3-6     | 1-3, 2-3, 0-0  | Flyers    |

### Finale
De finale werd op zondag 4 februari 2018 in De Uithof te Den Haag gespeeld.
| Datum | Winnaar | Uitslag | Periodestanden | Finalist |
| ----- | ------- | ------- | -------------- | -------- |
| 04/02 | Hokij   | 7-3     | 1-1, 5-0, 1-2  | Flyers   |